# Moto Vespa S.A.

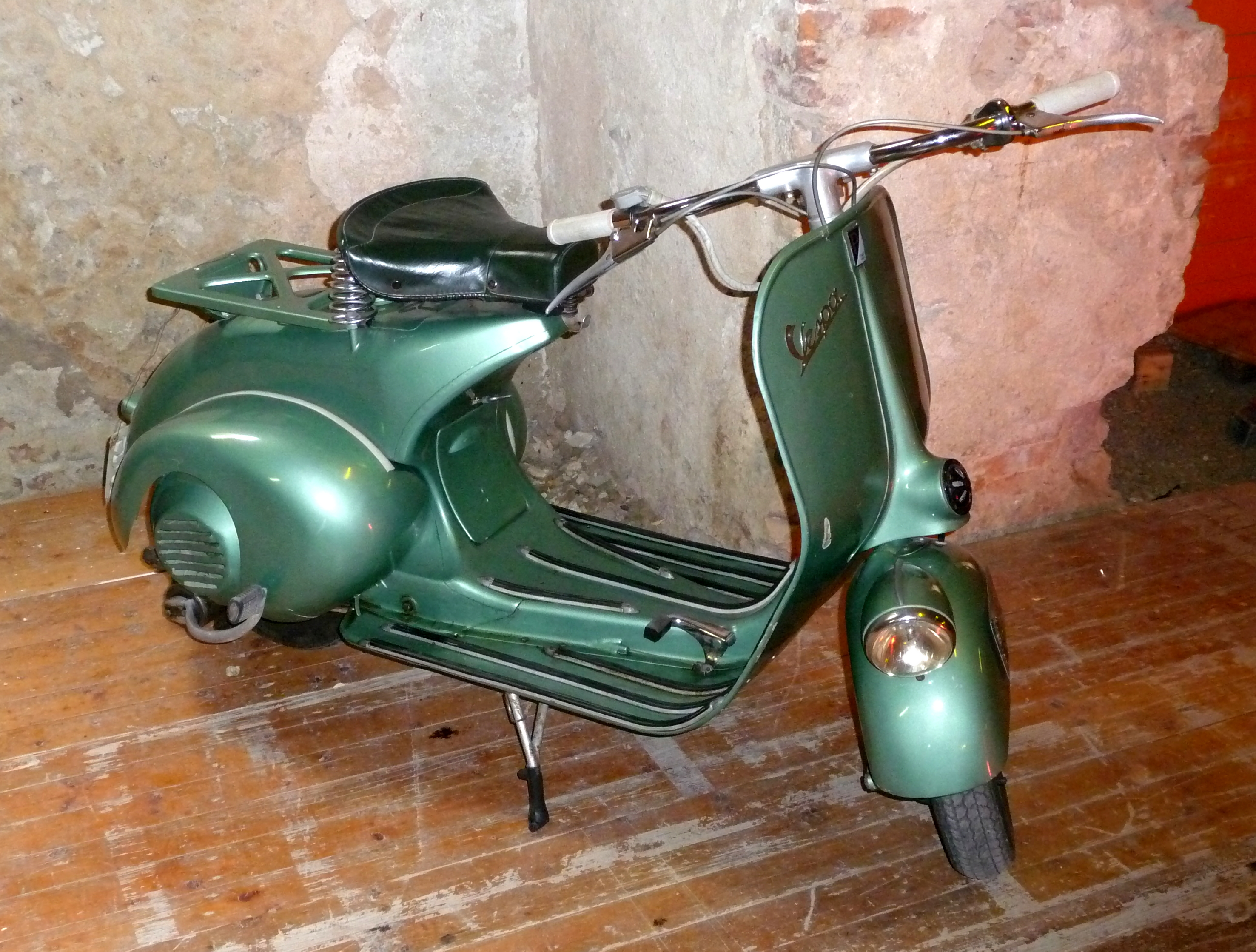
La primera Vespa fabricada en Madrid, fue el Modelo "N" de 1952.

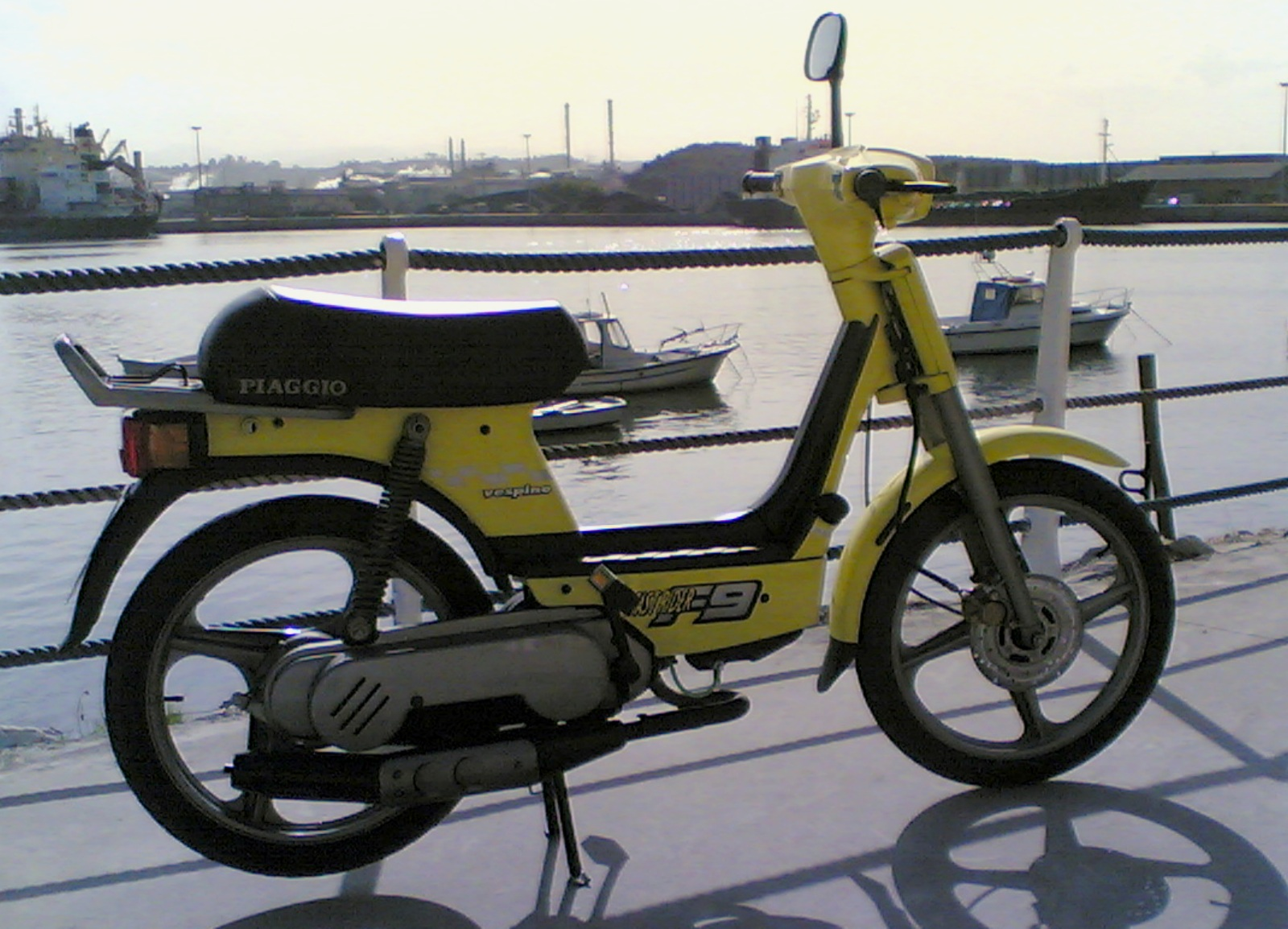
Uno de los últimos modelos de Vespino desarrollados y fabricados en Madrid, fue el Vespino F9 Fast rider que contaba con; engrase separado, arranque eléctrico y freno delantero de disco.

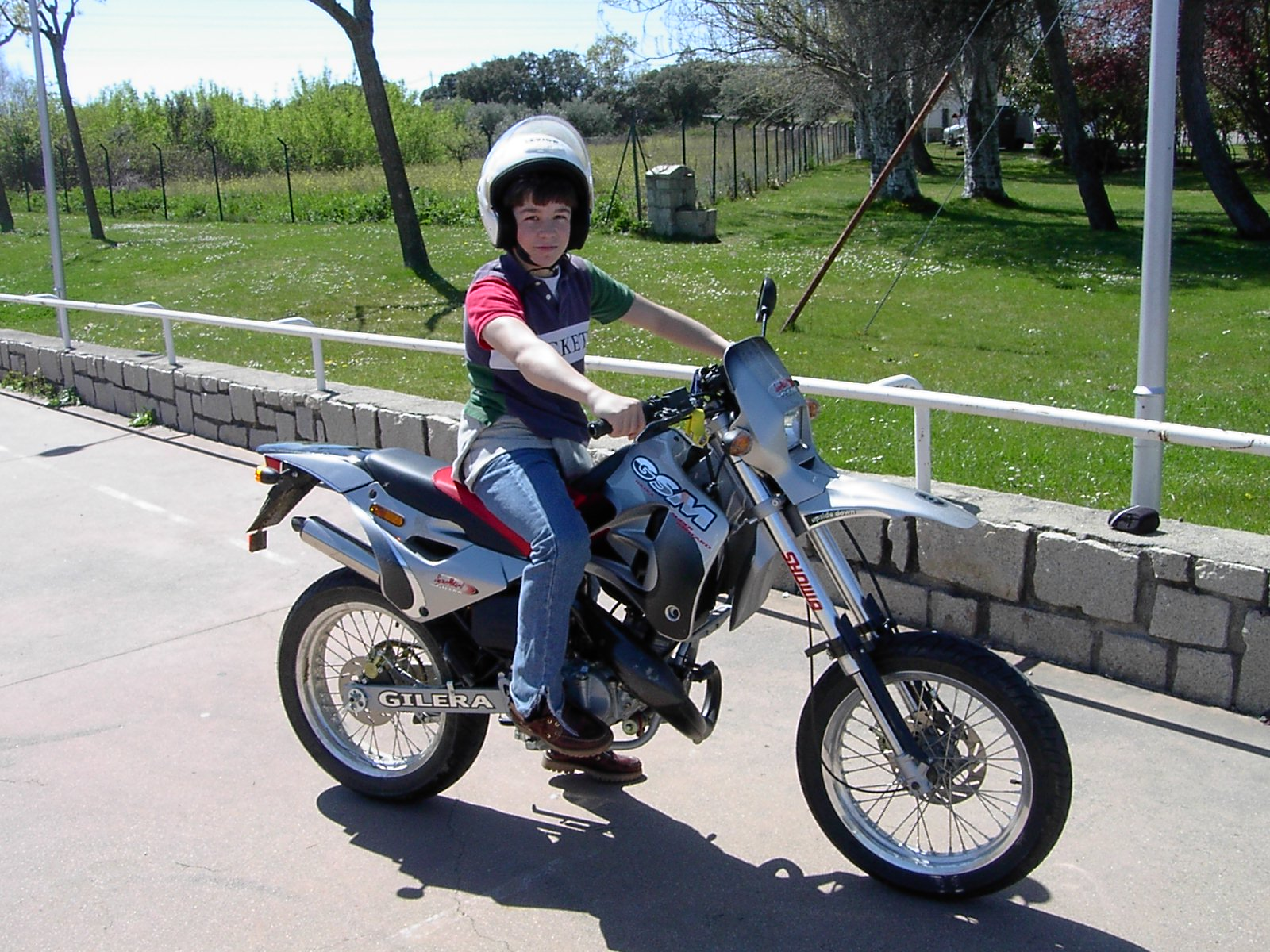
Varios modelos GILERA de 50cc. fueron fabricados en Madrid a finales de los '90, como esta GSM SuperMotard.

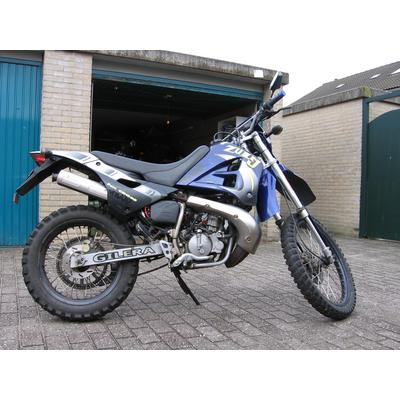
La GILERA ZULU de 50cc. fue el último modelo Gilera fabricado en la nueva fábrica de Arganda del Rey (Madrid),hasta su cierre en 2003.

Moto Vespa S.A. fue una empresa española de fabricación de motocicletas, ciclomotores y vehículos ligeros creada en 1952 por el INI y Enrico Piaggio.
Fue muy importante en el sector de automoción en España principalmente por la fabricación de la popular VESPA y el ciclomotor Vespino. 
A finales de los años 90 exportaba vehículos a 35 países de todo el mundo, y contaba con una plantilla cercana a las 1.000 personas.
Tuvo su fábrica en la calle Julián Camarillo, 6 de Madrid. Durante 51 años produjo vehículos de las marcas MOTOVESPA, Piaggio, Vespa, Gilera, y Puch, muchos de ellos de diseño propio. 
En 1954 se fabricaron accesorios como el faro alto debido a la poca luz del faro originario bajo, denominándose Vespa faro alto (bifaro: bajo y alto).
Después de 51 años de historia, cerró finalmente todas sus instalaciones productivas en 2003.